# Gurcius Gewdner
Gustavo Gewehr (Brasília, 30 de julho de 1982), mais conhecido como Gurcius Gewdner é um diretor, músico, pintor e produtor de filmes independentes brasileiro. Com diversos filmes editados e participações, como em filmes de Ivan Cardoso e Peter Baiestorf, Gurcius é um exponente da arte maldita e do cinema underground nacional na atualidade.
Seus filmes começaram a ser feitos em 2000 quando, morando em Joinville, junto a um amigo de colégio filma e edita Poluição dos Mares e Oceanos. Por muito tempo trabalhou com a edição dos filmes de outros diretores como Ivan Cardoso e Peter Baiestorf. Tem como maiores destaques os filmes Nosferatum (2003), Mamilos em Chamas (2008), Freddy Breck Ballet (2010), Bom dia Carlos (2015) e Pazucus (2017). Suas duas últimas obras tem recebido boas críticas na mídia especializada tendo sido exibidas em diversas amostras pelo país.

## Os Legais
A história da banda Os Legais está intimamente ligada a Gurcius Gewdner. Junto com seu colega de escola Marcius fundam a banda e gravam o primeiro K7 nos fins dos anos 1990. Suas letras sempre tratam de temas polêmicos como religião e campanhas televisivas. Além de Marcius e Gurcius contam com diversos músicos que são convidados para os shows e contam com a participação da plateia. Geralmente vestidos com lixo (papelões, jornais ou equipamentos eletrônicos velhos) e envoltos em desenhos do próprio Gurcius e espalhando isopor pelo palco as apresentações da banda passaram a atrair diversas pessoas que se identificavam com a ideia caótica dos shows. Em diversos filmes de Gurcius Os Legais sempre tem participação na trilha sonora. Algumas vezes a banda entra em estúdio somente para gravar músicas especialmente para os filmes. Os shows da banda passam a ser grandes eventos artísticos que envolvem lixo e trazem o público para tocar junto a banda. Filmando alguns shows e editando alguns vídeoclipes da banda surge o filme O Triunvirato - em 2004 - que conta um pouco sobre esse primeiro momento da banda.

## Exposições de Arte

### Exposições Coletivas
- Auto Retratos: Face a face com o Spectro Interior (Desenhos em folha de papel): Curadoria de Déborah Seixas Busse, Centro de Filosofia e Humanas, UFSC, Florianopolis, Brasil, 2003.
- O Pênis na Vida (desenhos em folha de papel): Curadoria de Thiago Machado de Abreu, Centro de Filosofia e Humanas, UFSC, Florianópolis, Brasil, 2003.
- Nudez – O Corpo a Olho Nu (Desenhos em folha de papel): Curadoria de Déborah Seixas Busse, Centro de Filosofia e Humanas, UFSC, Florianópolis, Brasil, 2004.
- Jesus vai ao Maranhão (Desenhos em folha de papel) : Curadoria de Déborah Seixas Busse e Guilherme Coan Cruz, Centro de Filosofia e Humanas, UFSC, Florianópolis, Brasil, 2004.
- Natureza Morta Viva: Registros da Vida Selvagem (Desenhos em folha de papel) : Curadoria de Otavio Koneski, Centro de Filosofia e Humanas, UFSC, Florianópolis, Brasil, 2005.
- Erotolalia: A relação entre Arte e Pornografia : Curadoria de Hercules Goulart Martins, MIS, Florianópolis, Brasil, 2006.
- "RAUL SEIXAS:O PRISIONEIRO DO ROCK", (Fotomontagens em parceria com Ivan Cardoso): Curadoria de Emanoel Araújo, Museu Afro Brasil, São Paulo, Brasil, 2009.
- "RAUL SEIXAS:O PRISIONEIRO DO ROCK", (Fotomontagens em parceria com Ivan Cardoso): Curadoria de Camilo Osório, MAM/RJ, Brasil, 2009.
- "RAUL SEIXAS:O PRISIONEIRO DO ROCK", (Fotomontagens em parceria com Ivan Cardoso): Curadoria de Luísa Arantes, Unibanco Arteplex, Rio de Janeiro, Brasil, 2009.
- Faça algo errado; e diga que fui eu que mandei fazer (Instalação em parceria com Joseph Grigely e Priscilla Menezes): curadoria de Kamilla Nunnes Priscilla Menezes e Teresa Siewerdt, SESC Joinville, Brasil, 2011.
- IVAN CARDOSO (Fotomontagens em parceria com Ivan Cardoso): Curadoria de Ricardo de Souza, Galeria Graphos Brasil, Rio de Janeiro, Brasil, 2011.

## Filmografia

### Como Diretor
- Poluição dos Mares e Oceanos (2000)
- Nosferatum (2003)[5]
- A população da América espanhola colonial  (2004)
- Exija Gurcius Gewdner (2004)
- O Triunvirato de Gurcius Gewdner (2004)
- Dia de Ano (2005)
- Clímax ( Mechanics, 2006)
- Um Trailer em Chamas ( Animação /  Videoclip, 2006, 6 minutos)
- Amigo Imaginário ( Colorir, 2007)
- Dark Angel ( Raptor, 2007)
- Tudo Começou Quando Mamãe Conheceu Papai (2007)
- Mamilos em Chamas (2008)
- Banho Gostoso: A Produção de Mamilos em Chamas (2008)
- Me Boline, Me Boline ( Os Legais & Hans Konesky, 2008)
- Delícias do Serrado (2008)
- Eu Sou um Pequeno Panda (2008)
- A Minute Ago ( Cassim & Barbaria, 2009)
- A Place Called Feeling ( Cassim & Barbaria, 2009)
- Dois Olhos (2009)
- Desejo (Gurcius Gewdner & Orchestra Zé Felipe, 2009)
- Tatuada (Gurcius Gewdner & Orchestra Zé Felipe, 2009)
- Freddy Breck Ballet (2010)
- Dez Anos sem GG Allin (2010/2003)
- How to Irritate Hardcore Dandis (2012)[6]
- Eu Não Tenho Amigos (2012)
- Almoço na Relva (2012)
- Bom dia Carlos (2015)
- Pazucus: A Ilha do Desarrego / Pazucus: Island of Vomit and Despair (2017)

### Como Ator
- Poluição dos mares e oceanos (2000)
- Hermético (de André Luiz, 2001, inacabado)
- Disruption of the samatognosia (Videoclip,FLESH GRINDER, de Fábio Gorresen, 2001)
- Art Noveau (de R.J. Ávila, 2001, inacabado)
- Cerveja Atômica (de Petter Baiestorf, 2003)
- Nosferatum (2003) - Como Psicólogo
- A população da América espanhola colonial (2004)
- Coleção de Humanos Mortos (de Fernando Rick, 2005)
- Covardia de Plantão ( Videoclip, RATOS DE PORÃO, de Fernando Rick, 2006)
- O Nobre Deputado Sanguessuga (de Petter Baiestorf, 2007)
- Arrombada - Vou Mijar Na Porra Do Seu Túmulo!!! ( de Petter Baiestorf, 2007) - Como O Médico de sua família
- Vadias do Sexo Sangrento (de Petter Baiestorf, 2008)
- Ninguém Deve Morrer (de Petter Baiestorf, 2009)
- Oito Doses de Conhaque ( de Brenno Turnes, 2009)
- Gurcius Gewdner Show (de Fernando Rick & Marcelo Appezatto, 2010) - como Gurcius Gewdner
- Eu não sou Cachorro não ou Grucius, O Homem Cão ( Drama, Direção de Ivan Cardoso, 2010) - Como Gurcius Gewdner
- Dona Rosa (Direção de Christian Caselli, 2010)
- Ivan (Drama, Direção de Fernando Rick, 2011, 15 minutos)
- Pazucus: A Ilha do Desarrego / Pazucus: Island of Vomit and Despair (2017) - comoOmar